# Stazione di Torino Porta Nuova
La stazione di Torino Porta Nuova (Pòrta Neuva in piemontese) è la principale stazione ferroviaria torinese, la terza in Italia per traffico dei passeggeri.

## Storia

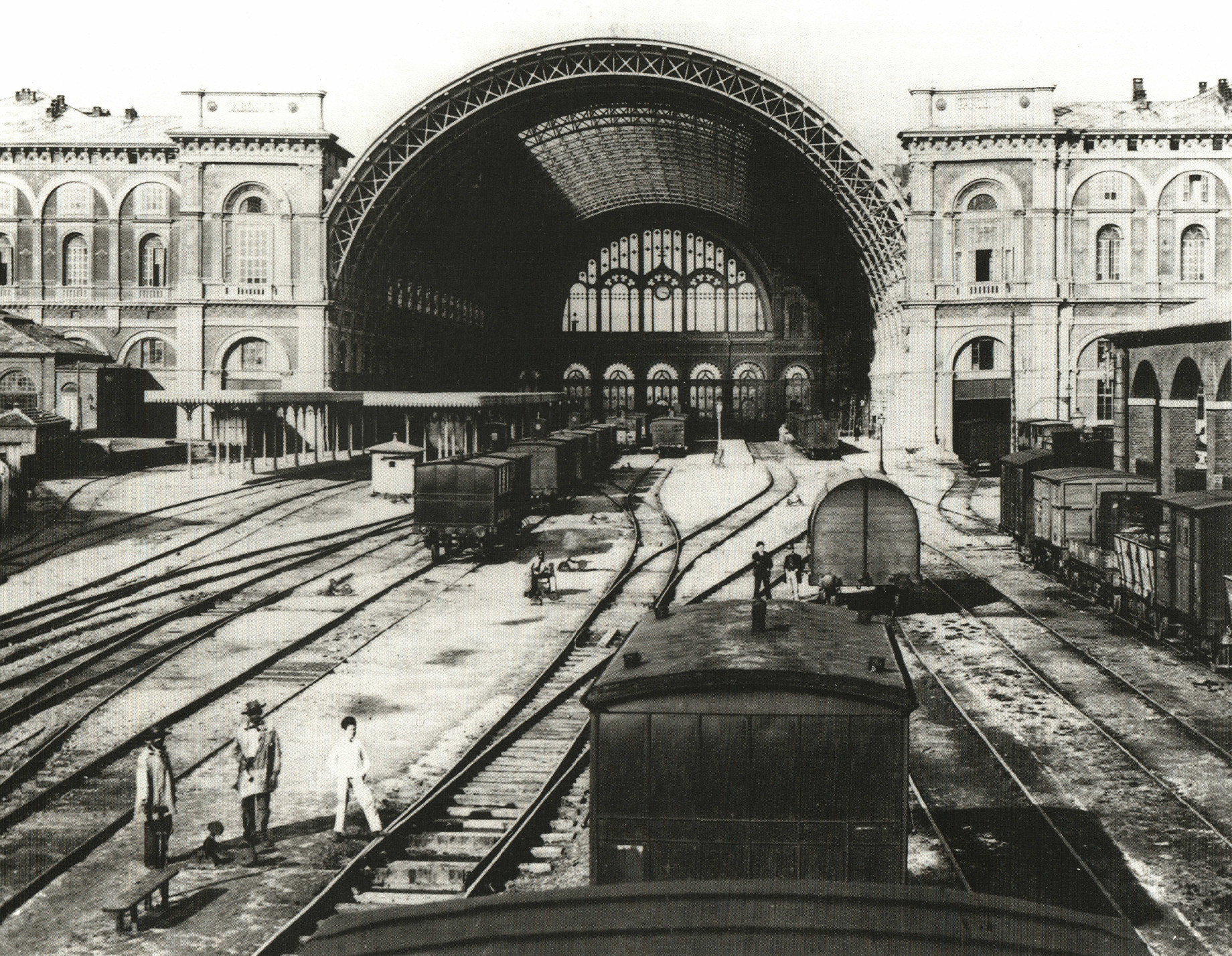
Fabbricato viaggiatori visto dall'interno nel 1884

Il nome di "Porta Nuova" lo si deve al nome della nuova Porta meridionale del 1620, dovuta al primo ampliamento del centro storico di Torino verso la cosiddetta "Città Nova", ovvero l'espansione urbana voluta soprattutto verso sud da parte di Carlo Emanuele I di Savoia. Abbattuta infatti l'antica porta meridionale di via Santa Teresa angolo via San Tommaso (detta "Porta Marmorea") agli inizi del XIV secolo, la prima "Porta Nuova" in muratura del 1620 fu solo provvisoria, posta tra l'attuale Piazza Carlo Felice e il tratto iniziale della cosiddetta Via Nuova (odierna via Roma).
La "porta" doveva, infatti, far parte soltanto del più ampio progetto scenografico della città, organizzato essenzialmente per l'arrivo di Cristina di Francia, avvenuta lo stesso anno, in occasione delle sue nozze con il duca Vittorio Amedeo I di Savoia.
La porta provvisoria fu abbattuta già nel 1622, mentre la "Porta Nuova" definitiva fu eretta alla convergenza della via Nuova (via Roma) con l'attuale via Gramsci: di piccole proporzioni, fu dotata di quattro colonne marmoree bianche, in stile ionico. Questa fu poi abbattuta durante l'occupazione napoleonica a Torino del 1802.
Dopo il 1814, durante la Restaurazione torinese, comparve il nuovo progetto di ulteriore espansione della città verso sud, con il Borgo Nuovo, quindi l'unione col vicino quartiere San Salvario. Nel progetto, fu inserito anche il cosiddetto Viale del Re (l'attuale Corso Vittorio Emanuele II), il rimaneggiamento di Via Roma e il progetto della futura Piazza Carlo Felice, opera del 1861 di Jean-Pierre Barillet-Deschamps, con i portici di Giuseppe Leoni, Giuseppe Frizzi e Carlo Promis.
Nel 1860 esisteva in zona una stazione provvisoria, denominata Scalo delle Ferrovie del Governo. I lavori per la costruzione dell'edificio principale della stazione, caratterizzato dalla tipica volta centrale e le ampie vetrate, iniziarono nel dicembre 1861, sotto la direzione di Alessandro Mazzucchetti e la collaborazione del giovane architetto Carlo Ceppi. I dipinti della sala d'aspetto furono opera di Francesco Gonin.
La stazione fu parzialmente aperta alla viabilità urbana circostante il 22 dicembre 1864, mentre i lavori dell'edificio, con gli accessi laterali su via Nizza e via Sacchi, furono interamente completati soltanto nel 1868, tuttavia senza alcuna inaugurazione ufficiale. La stazione poi, fu ancora ampliata più volte lungo gli anni immediatamente successivi.

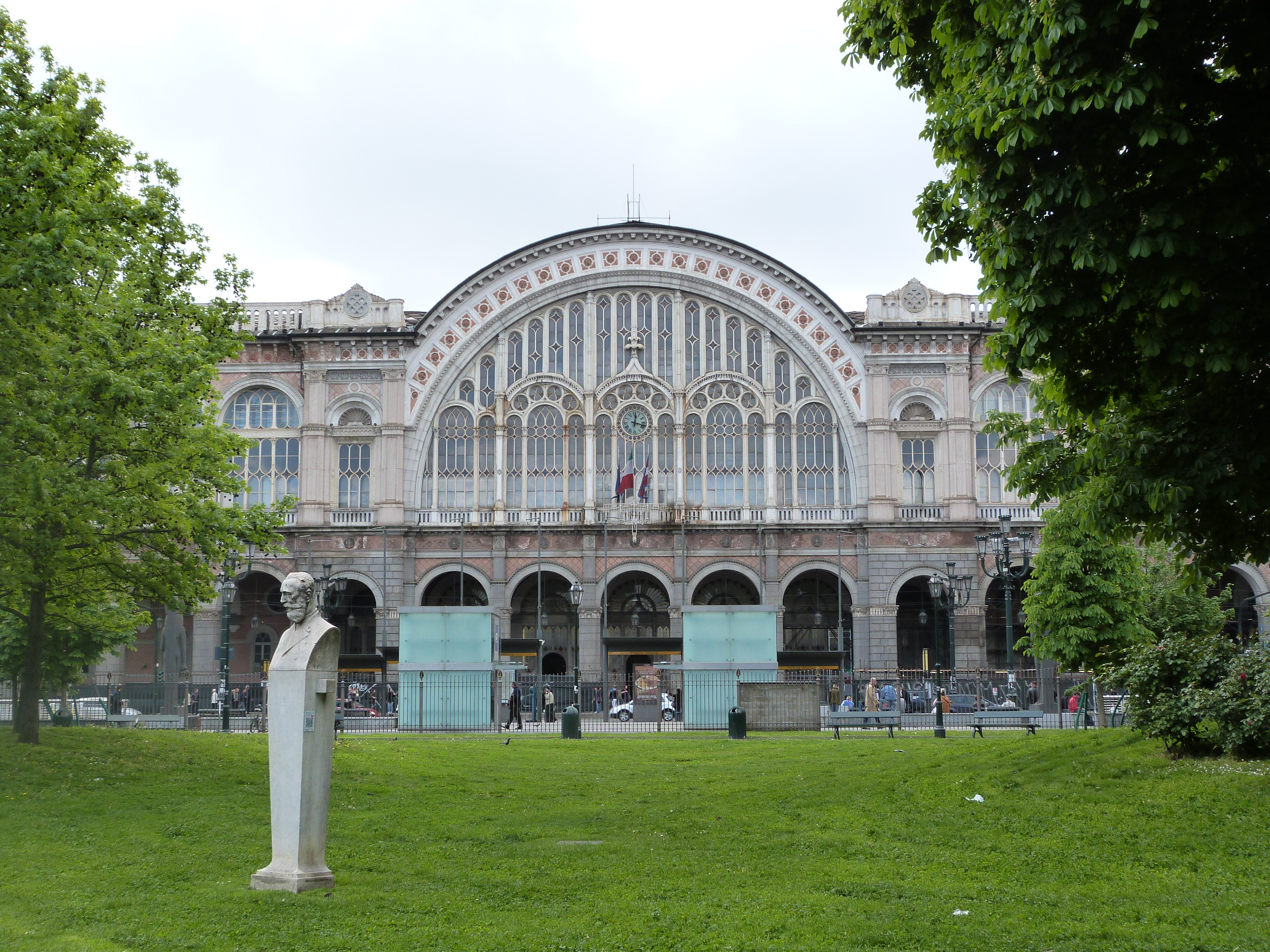
La facciata della stazione prima del recente restauro

Negli anni 1920, vennero elettrificati in trazione elettrica a corrente alternata trifase la ferrovia Torino-Bardonecchia (il 26 novembre 1920) e la ferrovia Torino-Genova conseguentemente anche il nodo di Torino e la stazione di Porta Nuova furono interessati; la conversione in trazione elettrica a corrente continua avvenne nel 1961, in concomitanza dell'elettrificazione della ferrovia Torino-Milano, e fu inaugurata festosamente il 9 giugno dello stesso anno, alla presenza del ministro dei Trasporti Giuseppe Spataro.
Durante i lavori di conversione dalla corrente alternata alla corrente continua, le locomotive in corrente continua in arrivo e in partenza dallo scalo venivano scortate da locomotive a vapore o diesel.
Dopo le distruzioni della seconda guerra mondiale, il complesso fu interamente riorganizzato fra il 1948 e il 1953, su progetto dell'ingegnere Paolo Perilli. In questo periodo, la stazione fu altresì dotata di lunghi passaggi pedonali sotterranei, collegati con la prospiciente Piazza Carlo Felice. È del 1995 invece, l'attivazione dell'ACEI per la gestione del traffico nel piazzale binari concentrato in un'unica cabina; prima di allora, questo era controllato da apparati ACE (originariamente ACI, trasformati in ACE nel 1972) distribuiti su quattro cabine (Cabina A Binari 1-8 e fascio ricoveri est, Cabina B Binari 9-20 e fascio ricoveri ovest, Cabina C arrivi e partenze da e per Torino Smistamento e da e per la Squadra Rialzo, Cabina D arrivi e partenze da e per il deposito merci a grande velocità di Via Nizza) sopraelevate sparse nel piazzale.

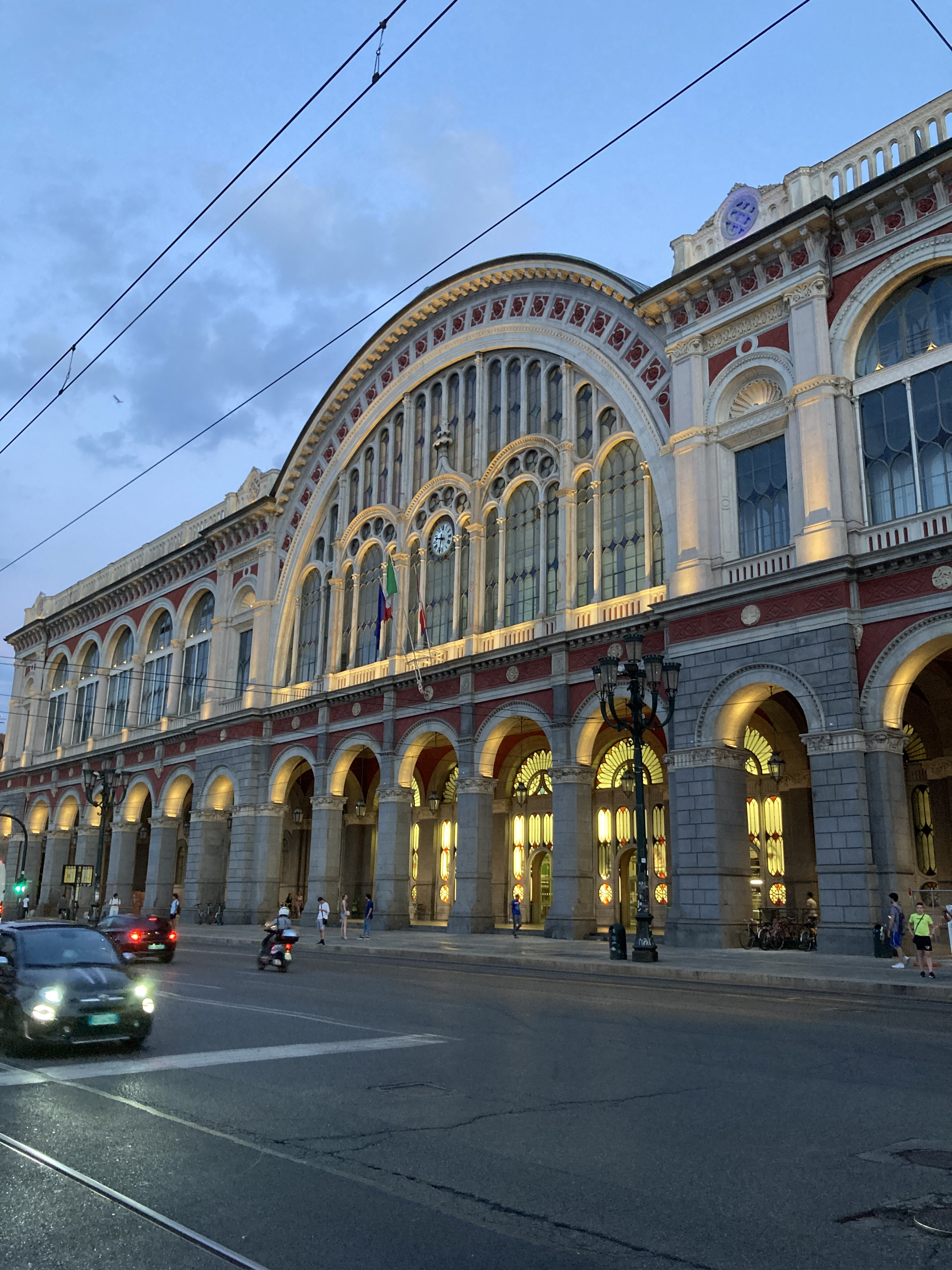
La stazione illuminata a luglio 2022

Fu soltanto nel 2005, per i XX Giochi Olimpici Invernali del 2006, che la stazione e le aree circostanti furono inserite nel programma di riqualificazione dei principali scali italiani, curato da "Grandi Stazioni". L'area si estende per 97.070 m², di cui i fabbricati occupano 92.747 m². Di questi, 44.146 sono stati oggetto della prima fase dell'opera di riqualificazione.
I cantieri, tuttavia, si prolungarono per anni, quasi contemporanei alla costruzione della seconda stazione della città, la stazione sotterranea di Porta Susa. I disagi per i lavori in corso terminarono quasi completamente soltanto nel 2009, con una simbolica cerimonia d'inaugurazione. Gli atri interni all'edificio furono completamente modificati in funzione di tecnologie ed innovazioni più moderne.
Altri importanti lavori  terminarono nel 2016, con l'inaugurazione del parcheggio sotterraneo, e nel 2017, con la riqualificazione dei negozi, dei portici di Piazza Carlo Felice, via Sacchi e Via Nizza e delle banchine dei 20 binari della stazione. Nel 2021, inoltre, è entrata in funzione la velostazione.

## Strutture e impianti
L'impianto è gestito da RFI, è configurato come stazione di testa ed è dotato di 20 binari tronchi, numerati in modo crescente da sinistra a destra rispetto alla visuale dal fabbricato viaggiatori.
Il fabbricato viaggiatori, la cui area commerciale è gestita da Grandi Stazioni, si articola su più livelli distinti: 
- piano sotterraneo, occupato da locali delle divisioni FS e dai magazzini delle attività commerciali e dal collegamento diretto con la metropolitana;
- piano terra, sede dei binari, costituito dal fabbricato viaggiatori (dove si concentrano i servizi ai passeggeri, le attività commerciali, la chiesa cattolica[9], il Salone degli Stemmi e la Sala del Collegio degli Ingegneri, vale a dire la sfarzosa ex sala reale d'attesa di prima classe meglio nota come Sala Gonin[10][11][12]) e da altri sette edifici distribuiti lungo via Nizza e via Sacchi, occupati dalla centrale termica, da uffici e locali tecnici delle divisioni FS;
- mezzanino, attività commerciali;
- piani superiori, sede di uffici e dei servizi postali;
- interno della stazione (dal 15 dicembre 2021), zona commerciale "Il Terrazzo Food Lounge", con Rossopomodoro, McDonald's, Kono Creperia, Starbucks, La Piadineria, Old Wild West, Heineken Beers & Bar, Harry's Bar e Waikiki Poke.

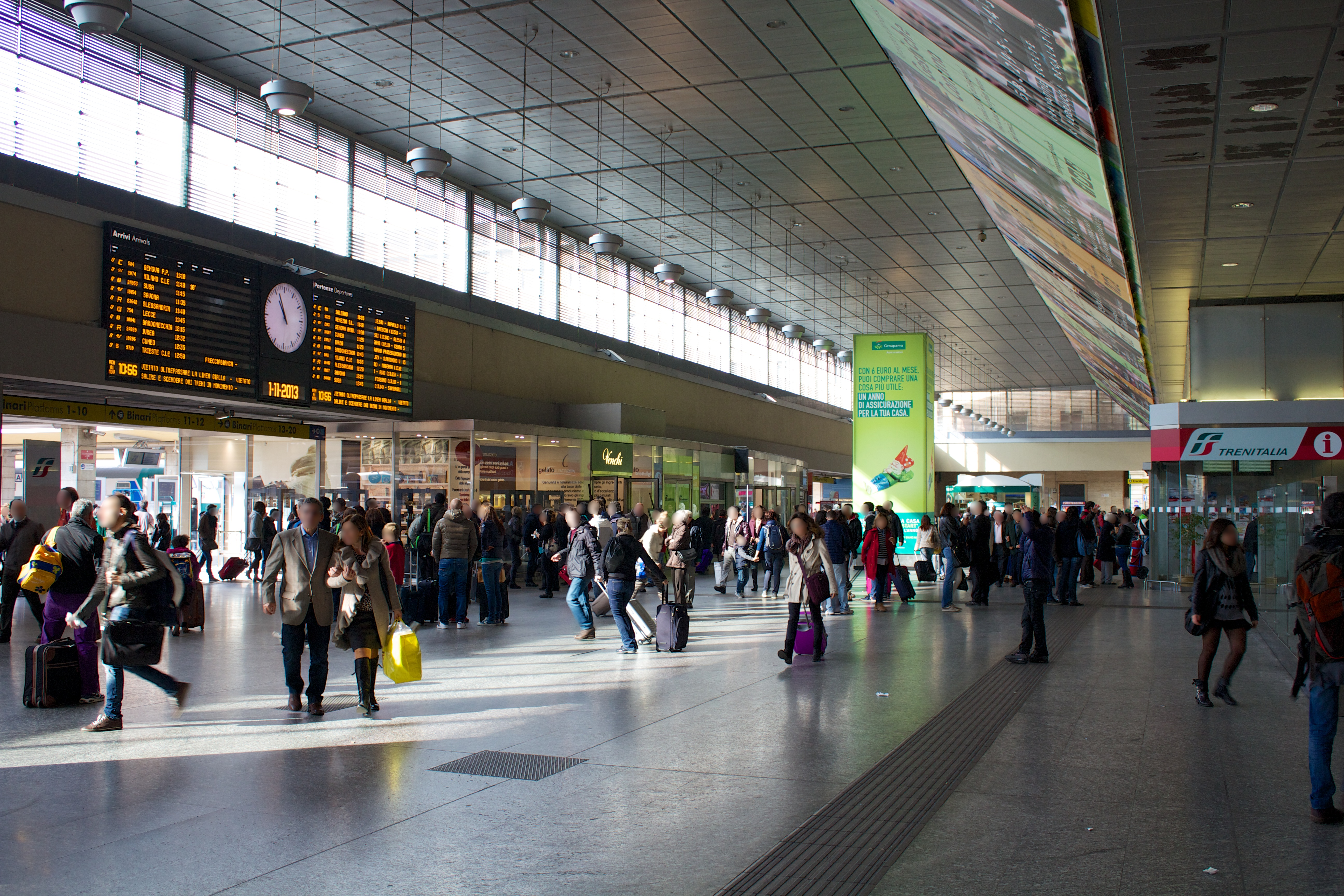
Piano terra del fabbricato viaggiatori: zona antistante al piazzale binari
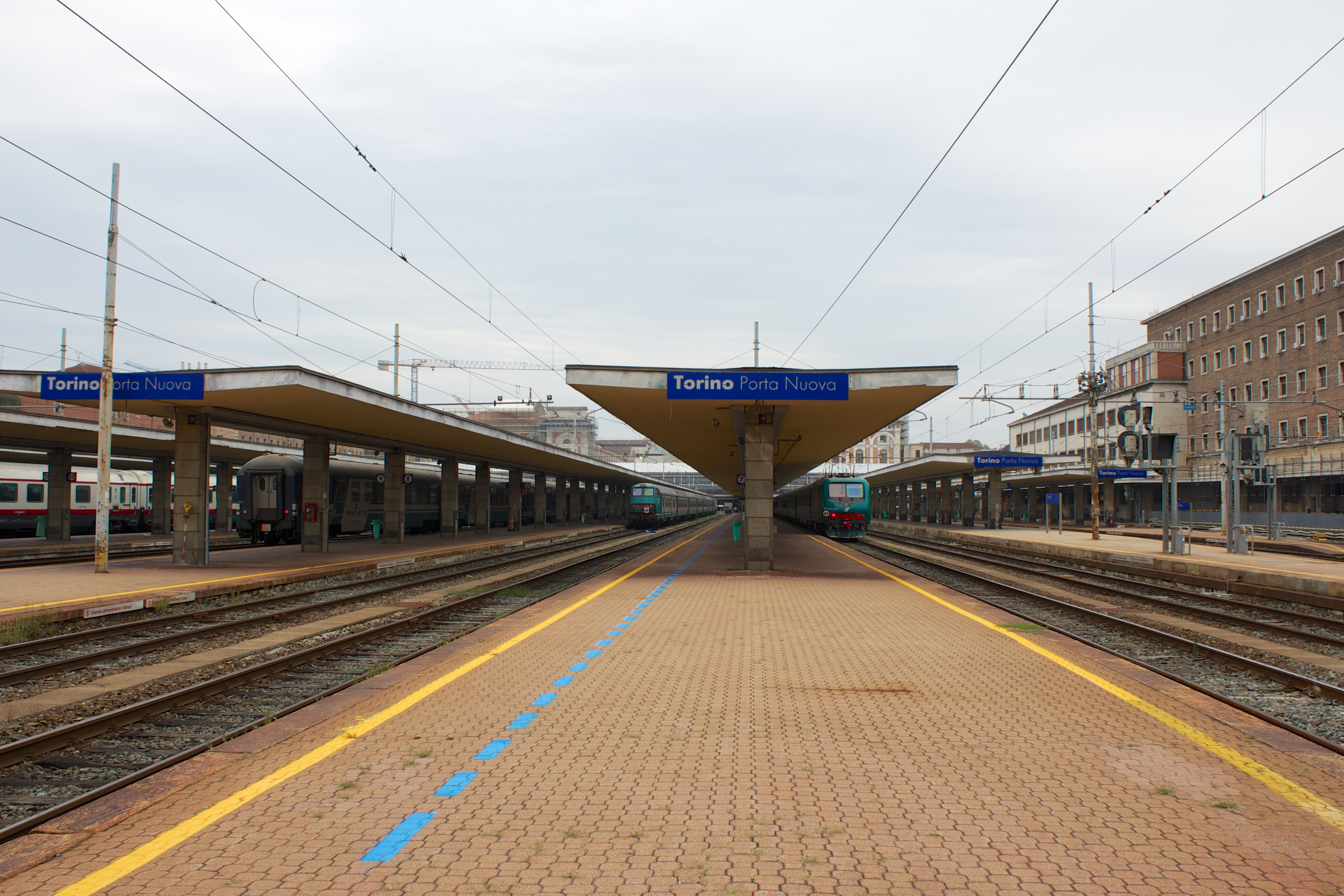
Piazzale binari della stazione prima dell'innalzamento dei marciapiedi
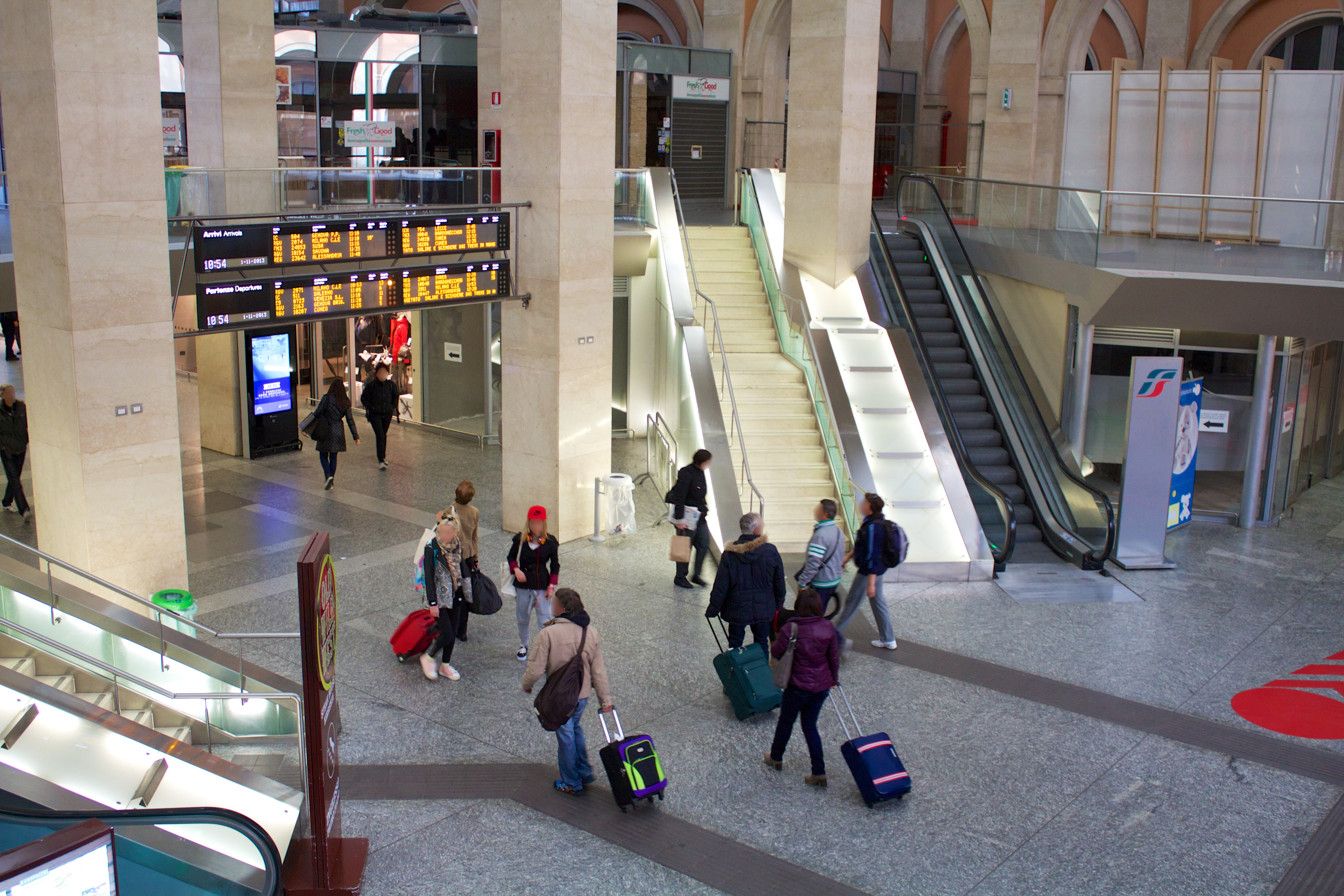
La nuova zona commerciale aperta nel corso del 2010

## Movimento
Porta Nuova è la terza stazione italiana per flusso di passeggeri, con circa 192.000 transiti giornalieri e 70 milioni di frequentatori annui, su un totale di circa 450 treni al giorno. È capolinea della relazione dell'alta velocità per Milano, Bologna, Firenze, Roma, Napoli e Salerno. È servita dai treni del Servizio ferroviario regionale del Piemonte e dai treni della linea 3 del Servizio ferroviario metropolitano di Torino, nonché dai collegamenti a lunga percorrenza gestiti da Trenitalia e da Italo-NTV. È inoltre punto di arrivo di diverse tratte ferroviarie nazionali e internazionali.

## Servizi
Per quanto riguarda i servizi rivolti alle persone a ridotta mobilità, quella di Torino Porta Nuova è una delle quattordici stazioni master nazionali e dunque ospita una "sala blu", luogo in cui opera personale specializzato per l'assistenza a tali utenti e in cui si organizza, si coordina e si sovrintende alla gestione dei servizi a loro rivolti.
La stazione, che RFI classifica nella categoria platinum, dispone di:
- Caffetteria
- Biglietteria a sportello
- Biglietteria automatica
- Deposito bagagli
- Polizia ferroviaria
- Primo soccorso
- Ristorante
- Sala d'attesa
- Servizi igienici
- Ufficio oggetti smarriti
- Negozi

## Interscambi
La stazione consente l'interscambio con le linee di autobus del trasporto pubblico torinese e dei tram della rete tranviaria, oltre alla linea 1 della metropolitana. Vi fanno inoltre capolinea linee extraurbane da tutta la città metropolitana e la linea Sadem per l'aeroporto di Caselle.
- Fermata metropolitana (Porta Nuova)
- Fermata tram (linee 4, 9, 15 e 7)
- Fermata bus GTT (linee 6, 11,12, 33, 35, 52, 58, 58/, 61, 64, 67, 68) e navette per l'aeroporto
- Stazione taxi
- Autonoleggio
- Parcheggio d'interscambio
- Velostazione